# Natuna Besar
Natuna Besar è l'isola principale dell'arcipelago delle Isole Natuna a sua volta parte delle Isole Riau, Indonesia.

## Geografia
Natuna Besar ha una superficie di 1.720 km² il che la rende la 227° isola al mondo per dimensioni.Natuna Besar è la più a nord dell'arcipelago omonimo e nell'isola si trova anche la vetta più alta dell'arcipelago, il Gunung Ranai che arriva a quota 1.035 metri s.l.m..